# Bataille de la Hetsugi-gawa
Batailles
Campagne de Kyūshū
- Toshimitsu
- Hetsugi-gawa
- Takajō
- Ganjaku
- Akizuki
- Sendai-gawa
- Kagoshima

La bataille de la Hetsugi-gawa (戸次川の戦い, Hetsugigawa no tatakai) est la dernière bataille avant que n'arrivent les forces de Toyotomi Hideyoshi lors de la campagne de Kyūshū durant l'époque Sengoku de l'histoire du Japon.
En 1586, sur les rives de la Hetsugi-gawa (à présent l'Ōno-gawa) dans la province de Bungo, les divisions d'avant-garde de Toyotomi, commandées par Chōsokabe Motochika et Sengoku Hidehisa, débarquent sur l'île de Kyūshū avec ordre de n'agir que sur la défensive jusqu'à ce que des troupes supplémentaires puissent se joindre à elles. Mais la partie avancée décide de désobéir aux ordres de Toyotomi et de dégager le château de Toshimitsu. L'armée assiégeante des Shimazu remarque leur approche et redouble d'efforts pour prendre Toshimitsu, de sorte que lorsque les envahisseurs arrivent au bord de la Hetsugi-gawa qui coule à la vue du château, ils puissent voir les drapeaux des Shimazu flotter sur les tours.
Chōsokabe Motochika propose une retraite, mais ses compagnons insistent pour aller à la bataille, de sorte que les Shimazu préparent leur piège. La force leurre dirigée par Ijuin Hisanori engage une attaque dans la rivière puis se retire, ce qui convainc l'aile gauche alliée de les suivre. Ils sont accueillis par des tirs d'arquebuses et de flèches enflammées cependant que l'armée principale des Shimazu leur tombe dessus. Après de multiples combats acharnés, la force d'invasion se retire par la rivière et cause la confusion dans sa propre aile droite.
Chōsokabe Motochika est obligé de donner le signal d'une retraite complète au cours de laquelle Nobuchika, son fils et héritier, est tué.

## Source de la traduction
- (en) Cet article est partiellement ou en totalité issu de l’article de Wikipédia en anglais intitulé « Battle of Hetsugigawa » (voir la liste des auteurs).